# Vibyholms slott
Vibyholm är ett slott och ett gods samt ett tidigare fideikommiss i Årdala socken i Flens kommun, Södermanlands län. Huvudbyggnaden ligger på Slottsholmen i sjön Båven och uppfördes mellan 1622 och 1630. Egendomen är i släkten Bonde och deras ättlingars ägo sedan 1730.

## Historia

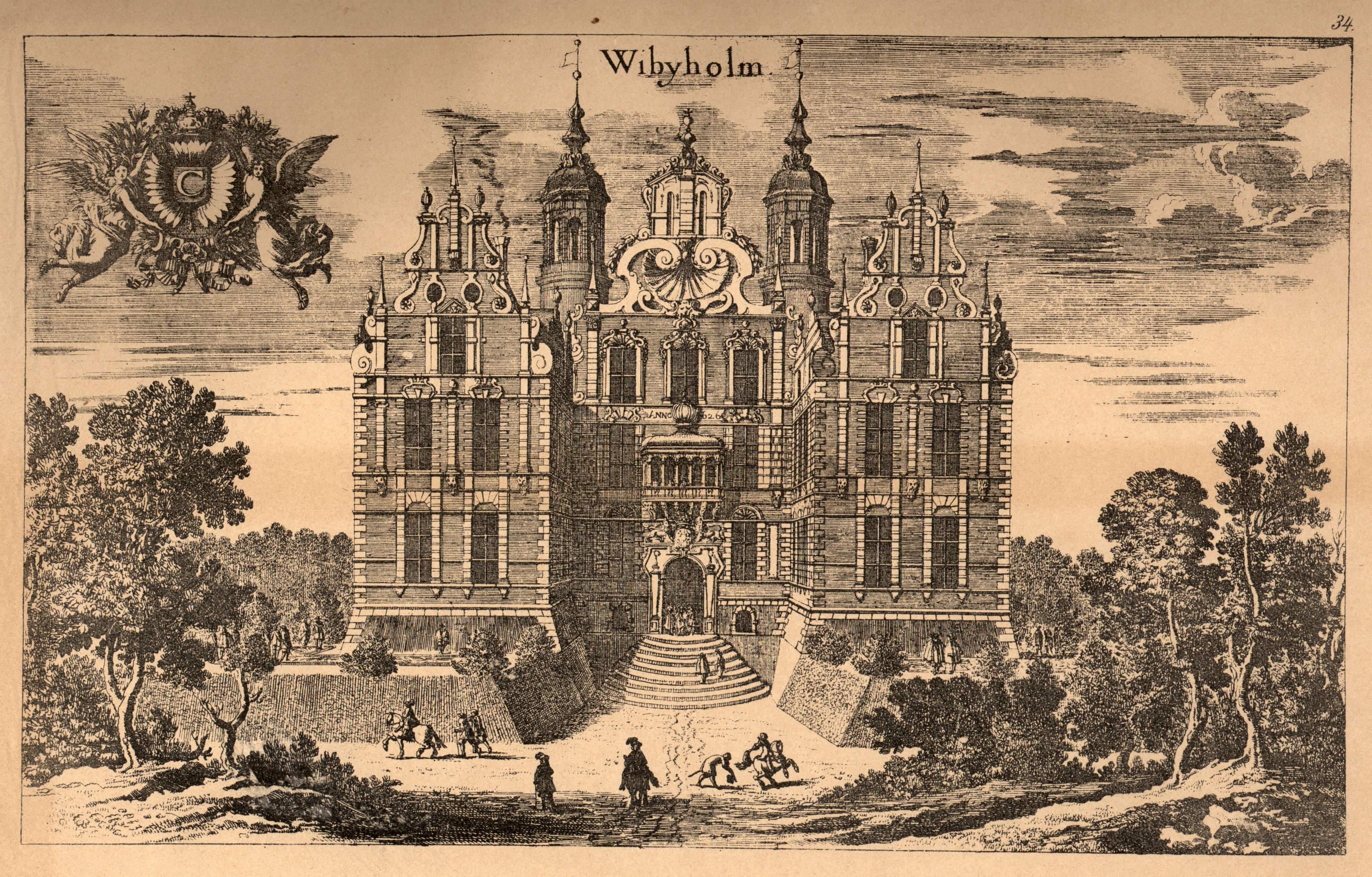
Vibyholms slott i en tolkning av Erik Dahlbergh på 1670-talet.

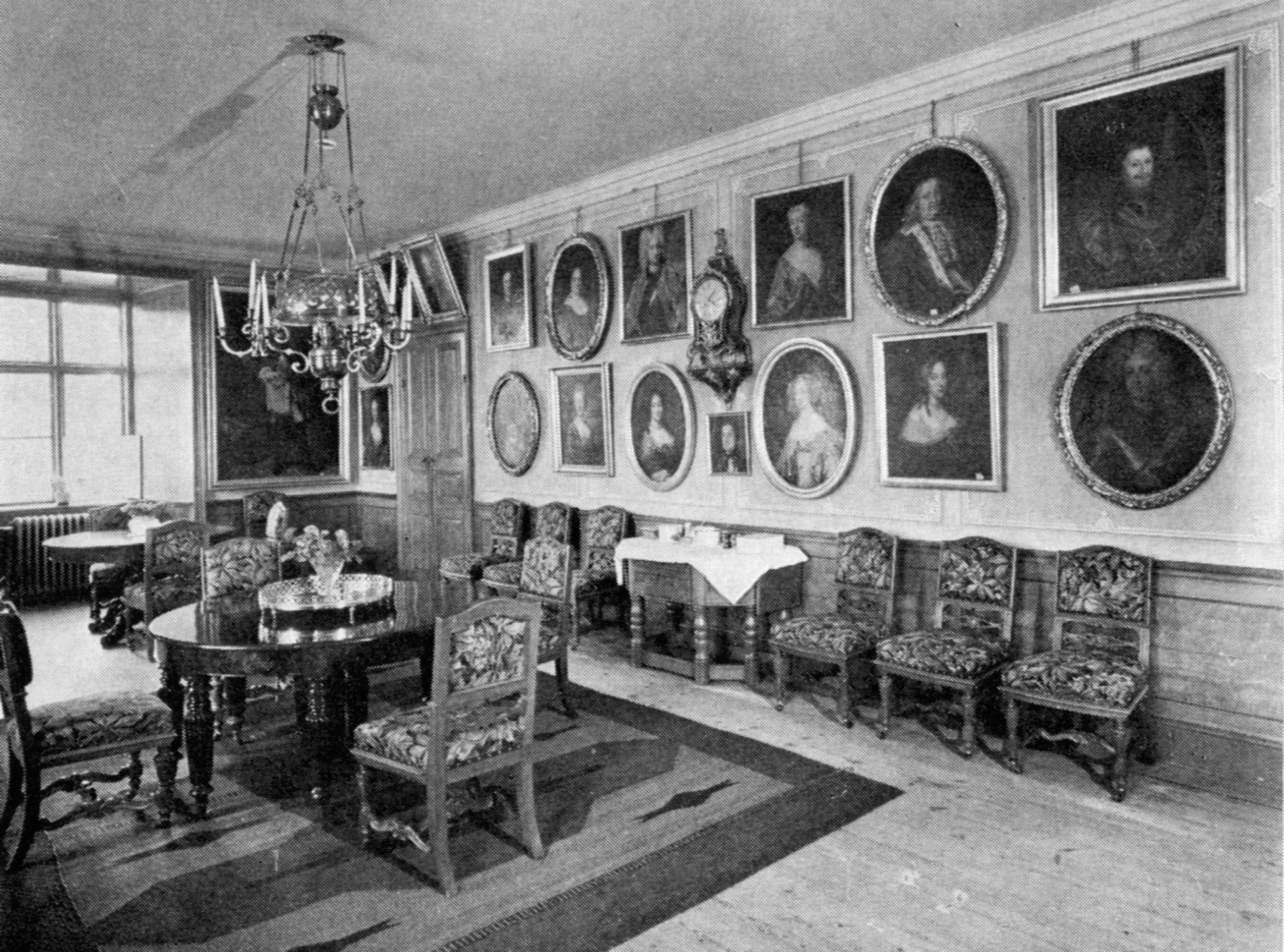
Porträttsamlingen i matsalen, 1960-tal.

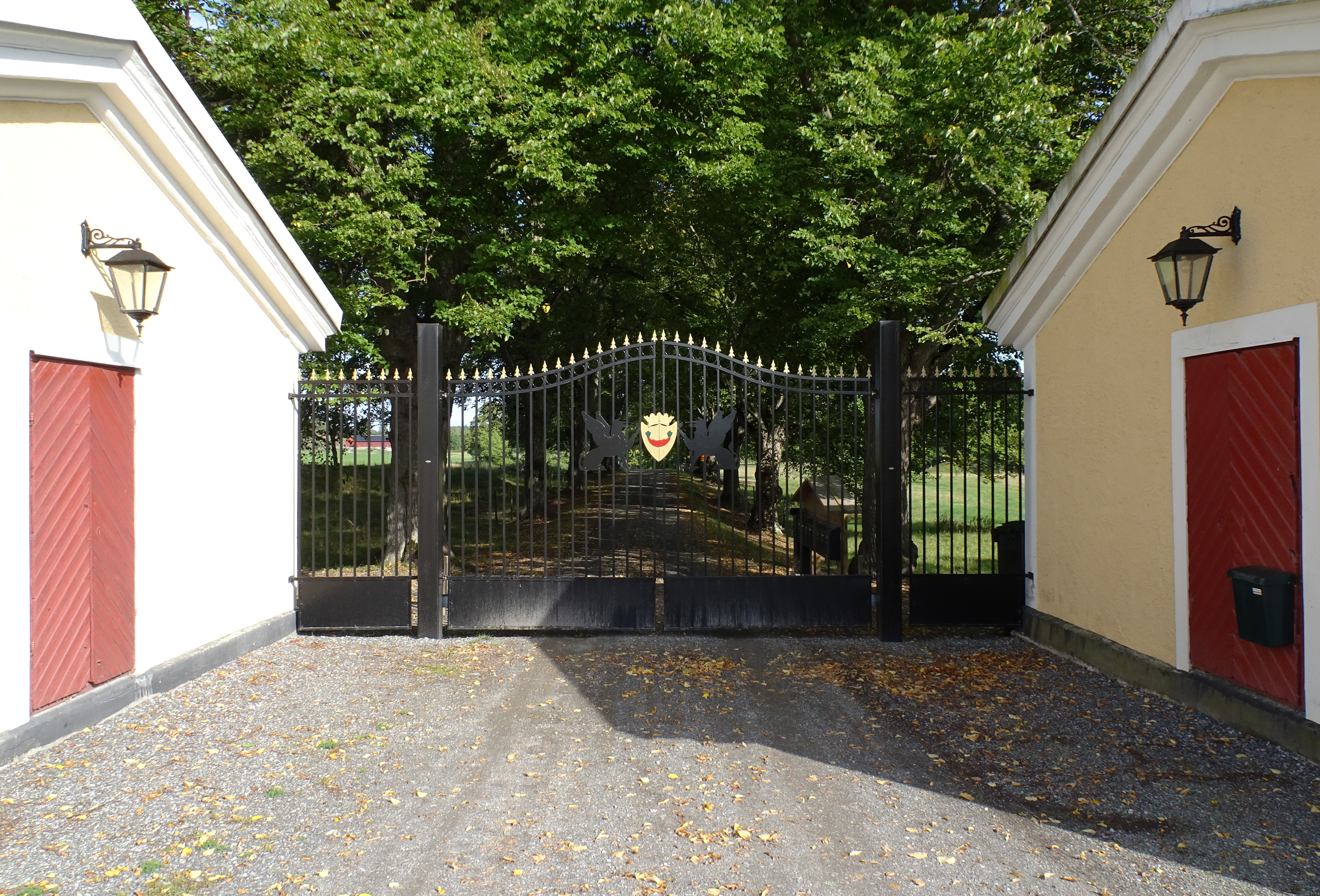
Grindstugorna och grinden, 2017.

Redan 1331 omtalas Viby. Då låg den gamla gårdstomten på fastlandet (RAÄ-nummer Årdala 230:1). Intill återfinns ett forntida gravfält bestående av ett 30-tal fornlämningar som vittnar om att platsen var bebodd åtminstone sedan järnåldern (RAÄ-nummer Årdala 30:1).
Området förvärvades 1580 av Karl IX från Elf Pauli av ätten Hjort af Vilsta och började kallas Wibyholm omkring 1586. Egendomen ombildades till gods åt hans gemål Kristina. Efter hennes död 1626 återgick det till kronan. Nuvarande byggnad uppfördes 1622–1625 på Slottsholmen, en ö i Båven. Möjligtvis fanns redan då ett stenhus på ön, eftersom byggnadsdelar i norra flygelns källare tillhör ett äldre hus. 
Uppdraget att rita och leda bygget gick till den nederländske arkitekten Caspar van Panten, som 1620 kom till Sverige och fick en lång rad uppdrag i kronans tjänst. Byggmästare var den holländske murmästaren Florenz Claesson Becker samt sonen Herman och flera biträden. De efterträddes av holländaren Lieve Goothals, som ännu 1630 var verksam vid Vibyholm då van Panten avled hastigt. Byggnadens fasader var då rik utsmyckade med infattningar, gesimser, toureller och ornamentala detaljer i huggen sten. Mot öster flankerades huset av två höga, runda trapptorn. Arkitekturen återspeglar nederländsk högrenässans och framgår av flera skisser och kopparstick upprättade under 1600-talets andra hälft av Erik Dahlbergh. Vid den tiden var exteriören fullbordat men inte interiören. År 1705 uppges slottet att vara "alldeles ofärdig".
Godset donerades 1637 till Gustaf Gustafsson af Vasaborg och blev 1646 friherreskap inom hans familj. Det reducerades från hans änka, grevinnan Anna Sofia Wied-Runkel (död 1694) och byttes 1684 mot Mölleröds slott i Skåne, till Jacob Johan Hastfer. 1705 kom det genom köp till änkefru Katarina Ribbing och 1730 till kammarherre Gustaf Bonde af Säfstaholm. Hans måg, riksmarskalken Carl Bonde, gjorde 1783 Vibyholm till fideikommiss för sin andre son, greve Fredrik Ulf Bonde (1774–1852).

## Bondes tid
Vibyholm fick i början av 1700-talet förfalla, då interiören var ofärdig och obeboelig. Vid en syn, utförd på initiativ av Gustaf Bonde af Säfstaholm, antecknades att flera rum var förstörda av inläckande vatten, övervåningen saknade tak och fönstren var bara delvis glasade. Huset var i princip en ruin. Med Bonde började en ny ära. Han lät genomföra en omfattande ombyggnad och reparation. Vid det tillfället försvann bland annat praktgavlarna och de runda trapptornen. Slottet blev efter ombyggnaden knappt hälften så hög som förut. Av 1600-talets utseende fanns då inget kvar med undantag för balkongen med sina konsoler. Delar av den rivna fasadutsmyckningen återanvändes 1873 då en konstgjord grotta anlades på Slottsholmens östra del.
Under Fredrik Ulf Bonde följde nästa restaurering som framgår av Carl Christoffer Gjörwell den yngres ritningar från 1798. Den största exteriöra förändringen var ett klocktorn som restes över balkongen på husets mittdel. Arbetet gick sakta och först efter tolv år kunde slottet bebos året om.
I mitten av 1800-talet var det dags igen att reparera huset genom Gustaf Trolle-Bonde den yngre. Denna gång anlitade man hovintendenten och arkitekten Lars Jacob von Röök att leda arbetena. Gustaf Trolle-Bonde hade på Vibyholm en av Sveriges rikhaltigaste porträttsamlingar med omkring 300 porträtt, utförda å svenska och utländska målare alltifrån 1600-talets början. De flesta föreställde medlemmar av Bondeätten och närbesläktade. Egendomen var fideikommiss inom Bondesläkten fram till 1990, då den siste fideikommissarien, översten greve Carl Carlsson Bonde af Björnö, avled.

## Gården idag
Norra sidan av slottet begränsas av en vidsträckt terrasserad trädgård. Huvudbyggnadens östra sida präglas av en stram formgiven fasad. Mot väster finns två med huvudbyggnaden sammanbyggda flyglar så att hela komplexet bildar ett "U". Mellan de båda flygelbyggnader leder en bred stentrappa upp till huvudingången vars port kröns av Bondes heraldiska emblem. Däröver reser sig ett karnap som bär upp en balkong samt ett fyrkantigt torn med tornur och lanternin. Lite längre åt väster märks två fristående flyglar. Byggnaden lär ha inspirerat arkitekt Ivar Tengbom vid ombyggnad av närbelägna Rockelsta slott i början av 1900-talet. 
Sedan 1993 ägs Vibyholm av familjen Öberg, som är släkt med Bonde på den kvinnliga sidan. Till slottet hör ett gods med skogsbruk, jordbruk, hästverksamhet (avel) samt uthyrning av bostäder och fritidshus runt Båven. Godset med underlydande gårdar omfattar cirka 4 000 hektar mark och vatten. Egendomen drivs av Wibyholms Godsförvaltning. Slottet utgör idag en privatbostad varför slottet och parken ej visas eller är tillgängliga för allmänheten.